# Service design
Service design (projektowanie usług) to metodyka tworzenia usług z wykorzystaniem podejścia zorientowanego na użytkownika (human-centered design) i myślenia projektowego (design thinking). Można ją wykorzystać zarówno do projektowania nowych procesów, jak i optymalizacji już istniejących.
Service design umożliwia odnalezienie najlepszych praktyk w zakresie projektowania usług w zgodzie zarówno z potrzebami użytkowników, jak i kompetencjami i możliwościami usługodawców. Celem tej metodyki jest więc tworzenie usług dostosowanych do oczekiwań klientów przy jednoczesnym zwiększaniu efektywności i konkurencyjności danej organizacji. Co ważne, zaprojektowane usługi mają finalnie dostarczać pełną wartość użytkową dla odbiorcy.
W projektowaniu usług są więc wykorzystywane metodologie pochodzące z różnych dyscyplin: od etnografii, przez informatykę i zarządzanie, po projektowanie interakcji. Koncepcje i pomysły dotyczące service design są zazwyczaj przedstawiane w formie wizualnej, przy użyciu różnych technik prezentacji w zależności od kultury, umiejętności i poziomu zrozumienia interesariuszy zaangażowanych w procesy usługowe (Krucken i Meroni, 2006).

## Definicja
Współcześnie funkcjonuje wiele definicji service design. Według Service Design Network, międzynarodowej organizacji zajmującej się promocją idei Service Design, projektowanie usług to działalność polegająca na planowaniu i organizowaniu ludzi, infrastruktury, komunikacji i komponentów materialnych usługi w celu poprawy jej jakości oraz interakcji między usługodawcą a klientami. Z kolei według UK Design Council esencją service design jest tworzenie usług, które są przydatne, użyteczne, wydajne i pożądane.
Kilku autorów teorii service design, w tym Pierre Eiglier, Richard Normann, Nicola Morelli, podkreśla, że usługi powstają w tym samym momencie, w którym są świadczone i wykorzystywane. Natomiast produkty są tworzone i „istnieją”, zanim zostaną zakupione i użyte. Chociaż projektant może określić dokładną konfigurację produktu, nie może określić w ten sam sposób wyniku interakcji między użytkownikami a usługodawcami, ani też zdefiniować formy i cech jakiejkolwiek wytworzonej wartości emocjonalnej przez usługę.
Service design to zatem proces, dzięki któremu możliwe jest scharakteryzowanie wzorców zachowań osób, wchodzących w interakcję z usługą. Zrozumienie, w jaki sposób te wzorce się przeplatają i wspierają nawzajem, jest niezwykle ważnym aspektem charakteru i projektu usługi. Dysponując taką wiedzą, firmy mogą tworzyć rozwiązania maksymalnie dostosowane do potrzeb i zachowań użytkowników.

## Historia

### Początki service design
Na wczesnym etapie wkład w projektowanie usług wniósł G. Lynn Shostack, dyrektor banku i marketingu oraz konsultant, za sprawą swoich artykułów i książek. Service design było wtedy uznawane za dziedzinę marketingu i zarządzania. W 1982 roku Shostack zaproponował integrację projektowania komponentów materialnych (produktów) i komponentów niematerialnych (usług). Taki proces projektowania, według Shostacka, można udokumentować i skodyfikować za pomocą „planu usługi” w celu odwzorowania sekwencji zdarzeń w usłudze i jej podstawowych funkcji w obiektywny i wyraźny sposób. Plan usługi jest rozszerzeniem mapy podróży użytkownika (customer journey map), a dokument ten opisuje wszystkie interakcje użytkownika z daną organizacją.
W latach 90. XX wieku B.H. Booms i Mary Jo Bitner opracowali model Servicescape, aby podkreślić wpływ środowiska fizycznego, w którym odbywa się proces dostarczania usług, i wyjaśnić zachowanie ludzi w tym środowisku. Miało to umożliwić projektowanie takich środowisk, które realizują cele dzięki osiągnięciu pożądanych reakcji behawioralnych.

### Edukacja i praktyka w zakresie projektowania usług
W 1991 r. projektowanie usług zostało po raz pierwszy wprowadzone jako dyscyplina naukowa przez profesorów Michaela Erlhoffa i Brigit Mager z Köln International School of Design (KISD). W 2004 r. powstało Service Design Network, międzynarodowa organizacja skupiająca naukowców i specjalistów związanych z projektowaniem usług. Za twórców SDN uznaje się Köln International School of Design, Carnegie Mellon University, Linköpings Universitet, Politecnico di Milano i Domus Academy.
W 2001 r. w Londynie została otwarta pierwsza firma konsultingowa w zakresie projektowania usług i innowacji - LiveWork.  Z kolei w 2003 r. organizacja Engine rozpoczęła działalność konsultingową w zakresie projektowania usług.
Dziś w Polsce usługi doradcze i szkoleniowe związane z service design świadczy między innymi firma konsultingowa Socjomania, działająca od 2009 roku i będąca członkiem Service Design Network i posiadająca trenerów z akredytacją potwierdzającą kompetencje.

## Zasady service design
Książka z 2018 roku This Is Service Design Doing: Applying Service Design Thinking in the Real World autorstwa Adama Lawrence, Jakoba Schneider, Marca Stickdorn, i Markusa Edgar Hormess proponuje 6 założeń service design:
1. Human-centered (Zorientowanie na człowieka). Istotne są doświadczenia wszystkich osób, zaangażowanych w dostarczanie i odbiór usługi.
2. Collaborative (Współpraca). W projektowanie usług powinny być zaangażowani przedstawiciele różnych szczebli organizacji, a także sami klienci i konkurencja.
3. Iterative (Iteracja). Service design to innowacyjne podejście, które pozwala firmom adaptować się do zmian. Z tego powodu warto regularnie analizować i optymalizować usługi z jego wykorzystaniem.
4. Sequential (Sekwencjonowanie). Projektowanie usług powinno uwzględniać wszystkie interakcje mające miejsce zarówno przed, po, jak i w trakcie korzystania z usługi.
5. Real (Rzeczywistość). Potrzeby należy badać w rzeczywistości, pomysły - prototypować w rzeczywistości, a wartości niematerialne należy przedstawiać jako rzeczywistość fizyczną lub cyfrową.
6. Holistic (Holistyczne podejście). Holistyczne podejście pozwala na projektowanie usług, które odpowiadają nie tylko na potrzeby klientów, ale także wszystkich interesariuszy.

W książce z 2011 r. „This is Service Design Thinking: Basics, Tools, Cases”, pierwsza zasada dotyczy „zorientowania na użytkownika”, czyli w oryginale - “user-centered design”. „Użytkownik” może oznaczać dowolnego użytkownika systemu usługowego, w tym klientów i pracowników organizacji. W związku z tym autorzy w swojej nowej książce „This is service design”, odchodzą od tego pojęcia na rzecz  „zorientowany na człowieka” (human-centered), aby jasno pokazać, że zasada ta dotyczy nie tylko użytkowników, ale także usługodawców, klientów i wszystkich innych interesariuszy. Proces service design musi uwzględniać więc nie tylko doświadczenie klienta, ale także interesy wszystkich osób związanych z daną usługą.
Usługa istnieje przy udziale użytkowników i jest tworzona przez grupę osób z różnych środowisk. W większości przypadków ludzie mają tendencję do skupiania się wyłącznie na znaczeniu „współpracy”, podkreślając oparty na współpracy i interdyscyplinarności charakter projektowania usług, ale ignorują fakt, iż usługa istnieje tylko przy udziale użytkownika. Dlatego w myśl nowych założeń service design polega nie tylko na “współpracy”, ale i “iteracji”. „Współpraca” służy do wskazania kierunku tworzenia usługi przez wkład wszystkich interesariuszy z różnych środowisk. „Iteracja” opisuje service design jako powtarzalny proces, który wciąż ewoluuje, pozwalając organizacjom dostosowywać się do oczekiwań klientów i adaptować do aktualnej sytuacji na rynku.
„Sekwencjonowanie” oznacza, że usługa musi być prezentowana w sposób logiczny, rytmiczny i wizualny. Oś czasu jest ważna dla użytkowników w systemie usługowym. Na przykład, gdy klient robi zakupy w sklepie internetowym w pierwszej kolejności powinien zobaczyć informację o obszarach dostawy produktów. Dzięki temu, jeśli stwierdzi on, że towary nie mogą zostać dostarczone do jego miejsca zamieszkania, nie będzie tracić czasu i od razu opuści daną witrynę.
Usługi są często niewidoczne, nienamacalne dla użytkowników. “Rzeczywistość” jako założenie service design oznacza, że niematerialna usługa musi być prezentowana w namacalny sposób. Na przykład, goście restauracji nie są w stanie dostrzec różnych cech spożywanego jedzenia. Dlatego jakość owej usługi znacznie się zwiększy, jeśli właściciel pokaże im proces pozyskiwania składników i zaznajomi zasadami ekologicznej uprawy roślin, stosowanymi w danym lokalu.
Dzięki holistycznemu podejściu, w procesie service design uwzględnia się zarówno usługę niematerialną, jak i materialną. Co więcej, zachodzi pewność, że każda interakcja użytkownika z usługą (punkt styku) jest brana pod uwagę i optymalizowana.
Socjomania wyróżnia dodatkowo 4 filary service design:
- Koniec ery produktu, czyli wzrost znaczenia serwityzacji i fakt, że produkt jest dziś jedynie częścią usługi.
- Jobs to be done  – koncentrowanie się na celu, jaki chce zrealizować klient, korzystając z usługi[23].
- Wymiana wartości – nastawienie na współpracę, dzięki której możliwe jest głębsze zrozumienie potrzeb klienta, a także wymiana doświadczeń w branży. Przy tworzeniu usługi powinno się zwrócić uwagę na pozyskanie z rynku wszystkich kompetencji, które tworzą finalną wartość dla odbiorcy.
- Współtworzenie z klientem – klient powinien brać aktywny udział w procesie service design.

## Metodologia i narzędzia
Istnieje wiele metodologii i narzędzi, które mogą okazać się przydatne przy service design. Każdy proces projektowania usług jest jednak unikatowy, dlatego zestaw metod i narzędzi zawsze będzie się różnić.
Przegląd metodologii projektowania usług zaproponował Nicola Morelli w 2006 r., który proponuje trzy główne kierunki:
- Identyfikacja podmiotów zaangażowanych w tworzenie usługi za pomocą odpowiednich narzędzi analitycznych.
- Definicja możliwych scenariuszy usług, weryfikacja przypadków użycia oraz sekwencji działań i ich schematów w celu zdefiniowania oczekiwań wobec usługi oraz jej struktury logicznej i organizacyjnej.
- Prezentacja usługi za pomocą technik ilustrujących wszystkie komponenty usługi, w tym elementy fizyczne, interakcje, łącza logiczne i sekwencje czasowe.

Narzędzia analityczne odnoszą się do antropologii, nauk społecznych, etnografii i społecznego konstruowania technologii, ale nie tylko. Mają one na celu przede wszystkim dogłębne poznanie i zrozumienie potrzeb oraz problemów grupy docelowej danej organizacji oraz osób biorących udział w dostarczaniu usługi. Najczęściej wykorzystuje się tu takie narzędzia, jak persony, mapy empatii, stakeholders map i oraz customer journey map.
Narzędzia projektowe mają na celu stworzenie planu usługi, który opisuje charakter i cechy interakcji w usłudze. Obejmują one scenariusze usług (które opisują interakcję) i przypadki użycia (które ilustrują szczegóły sekwencji czasowych w spotkaniu z usługą). Powszechne na tym etapie jest korzystanie z takich narzędzi i metodologii jak Jobs-To-Be-Done oraz Service Blueprint.
Sposób prezentacji usługi zależy od preferencji danej organizacji. Korzysta się w tym celu z różnego rodzaju prototypów, scenariuszy oraz modeli usługowych (Business Model Canvas).